# ريتشل خضوري
ريتشل خضوري (بالإنجليزية: Rachel Khedoori)‏ ولدت عام 1964 في سيدنى باستراليا، وهي فنانة معاصرة للتراث العراقي.

## سيرة ذاتية
ولدت خضوري في سيدنى ونشأت باستراليا، وهي الشقيقة التوأم للفنانة توبة خضوري  كما أنها أرملة الفنان جاسون رواديس. حصلت على شهادة البكالريوس في الفنون الجميلة من معهد الفنون في سان فرانسيسكو عام 1988. ثم حصلت على ماجيستير في الفنون الجميلة من جامعة كاليفورنيا في لوس أنجلوس عام 1944. وكانت أستاذاً زائراً في أكاديمية الفنون، في مالمو بالسويد عام 1996.
لقد عاشت وعملت كدورى في لوس أنجلوس بكاليفورنيا منذ عام 1990.

## العمل الفني
يعد عمل كدورى فحصاً للبيئة ومساحاتها، الداخلية والخارجية، أينما تعيش جسدياً وعقلياً. تستخدم ريتشل الفن المعمارى والنحت وصناعة الأفلام لخلق تفسيرات معقدة للغاية من الزمان والمكان. تجمع أعمال كدورى بين الواقع ومساحاته الفعليه مع المساحات الأخرى التي تتذكرها أو تتخيلها. حازت كدورى على اعترافاً دولياً لأولى معارضها المنفردة الشاملة في متحف الفنون في بازل ومركز الفنون في براونشفايغ عام 2001, والذي ساعدها على اكتساب جمهوراً دولياً.
قدم هاوز آند ويرث خضوري، حيث أنها قدمت عروضاً مع هاوزر آند ويرث في عدد من المناسبات، أولها عام 1998 ثم 2002 وبعدها 2007 وأخر أعمال ريتشل وهاوزر آند ويرث كانت في بيكاديللى بلندن عام 2010.ولها أيضاً معارض منفردة في متحف الفنون في بازل ومركز الفنون في براونشفايغ عام 2001 وفي متحف الفنون في نيس بفرنسا. وقد أدرجت أعمالها في المعارض الجماعية في متحف الفنون في فيينا ومتحف في برلين ومتحف كونسثاوس غراتس في النمسا ومتحف الفن المعاصر في لوس أنجلوس. كما تم إدراج أعمالها في العرض 53 الدولى في بينالي البندقية في فينيس عام 2009.